# András Dugonics
András Dugonics (Seghedino, 17 ottobre 1740 – Seghedino, 25 luglio 1818) è stato uno scrittore e drammaturgo ungherese.

## Biografia

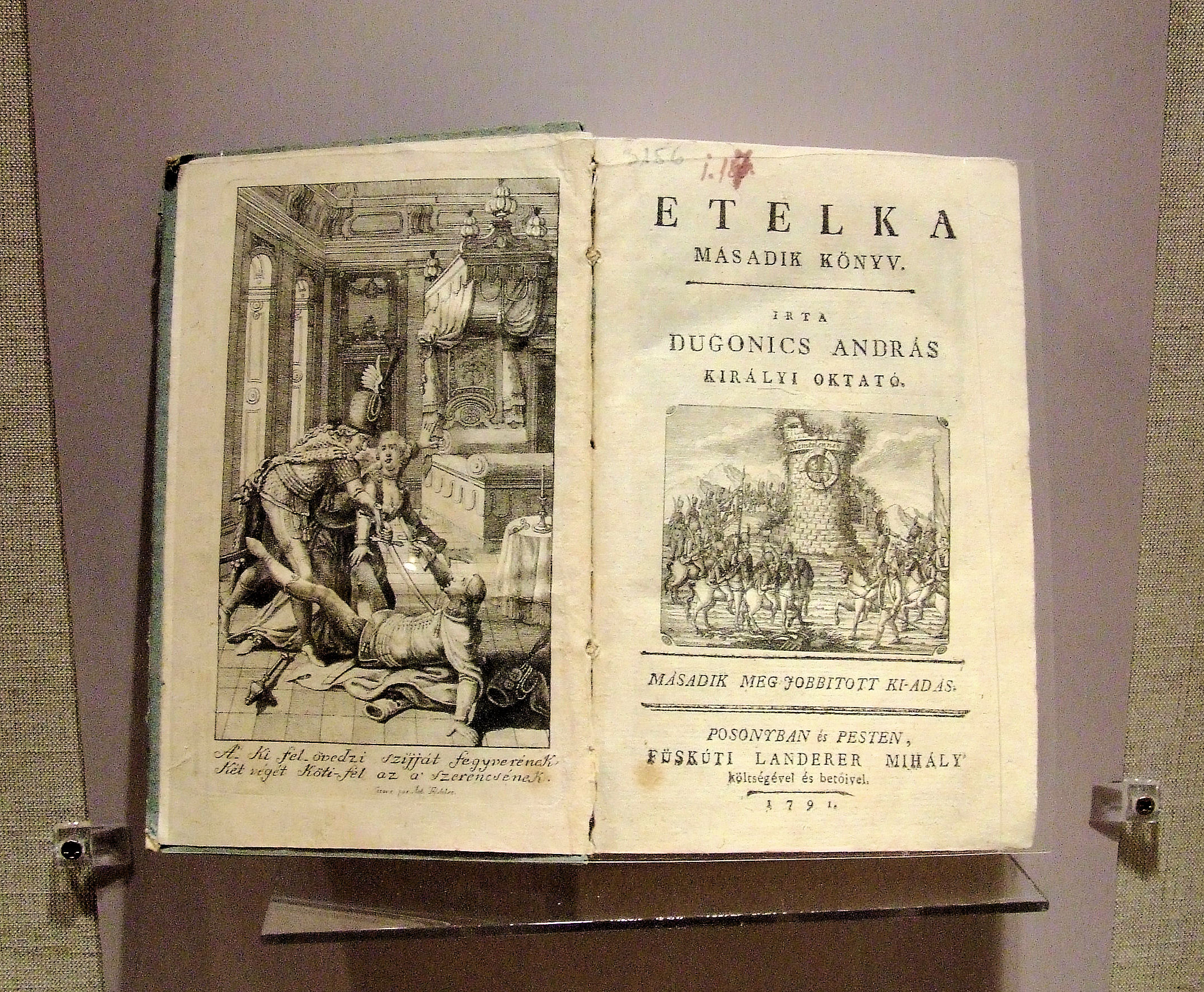
Seconda edizione del romanzo Etelka di Dugonics (Museo Mór Wosinsky, Szekszárd)

Figlio del mercante András (1715-1780), eletto anche come consigliere comunale, Dugonics si convertì ed entrò nell'ordine degli scolopi, intraprendendo successivamente la carriera di insegnante, dapprima presso vari licei di provincia e poi all'Università di Buda.

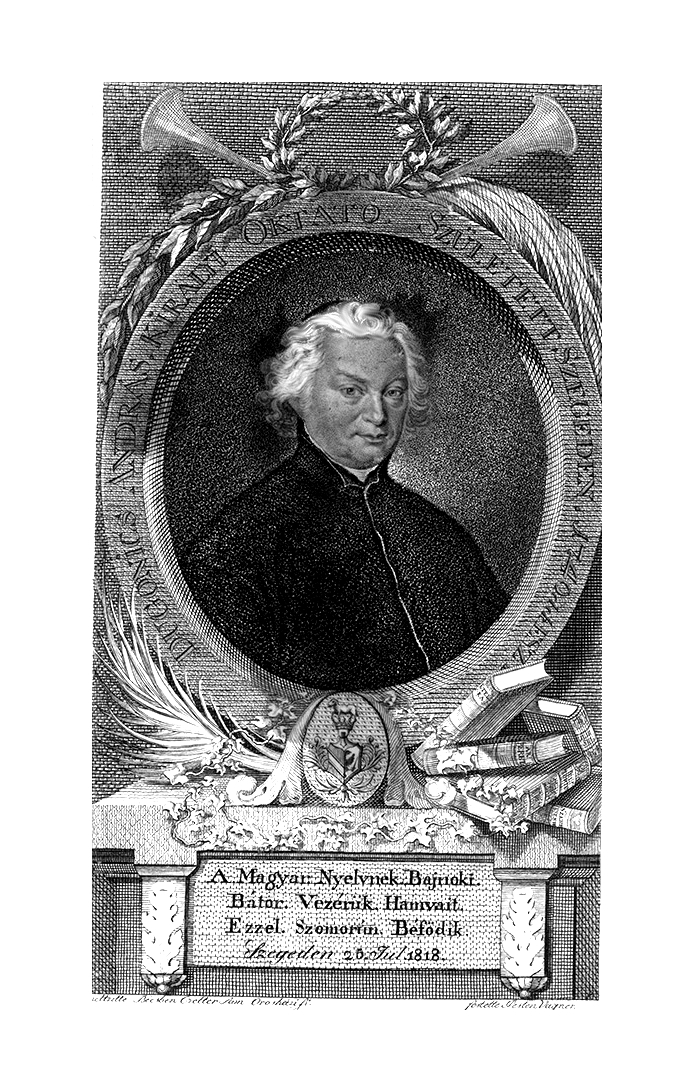
András Dugonics

Quando ancora tutti davano lezioni in latino o in tedesco, Dugonics già diffuse l'ungherese, divenendo un precursore della sua lingua in ambito letterario.
Nazionalista fervente, ma anche tradizionalista e conservatore e quindi difensore della nobiltà e contrario ai principi e alle innovazioni portati dall'illuminismo, fu l'iniziatore del populismo letterario in toni patriarcali.
Una delle opere principali che raccoglie sia il suo nazionalismo acceso, sia il suo lungo impegno nel settore etnico-linguistico, si intitola Magyar példabeszédek és jeles mondások ("Adagi e notazioni notabili ungheresi").
Ma grande parte della sua fama è dovuta ai suoi romanzi pseudostorici, quali Etelka (1788) e Jolanka (1804), nei quali i protagonisti parlano un linguaggio popolaresco che tende ad esaltare le antiche virtù della nazione, il tutto inserito in un contenitore storiografico positivista, come le edizioni delle fonti medioevali ed i trattati di Sajnovicse di Gyarmati sull'origine comune degli ungheresi e dei finlandesi. Soprattutto Etelka riscosse un enorme successo attestato dalla ristampa di ben tre edizioni nel giro di poco tempo.
Non trascurabile la sua attività drammaturgica, basti citare la tragedia Batori Mária messa in scena, con successo, per oltre un secolo per il suo alto trasporto nazionalistico.

## Opere principali
- Troja veszedelme, melyet a régi versszerzőknek irásiból egybe szedett és versekbe foglalt, Pozsony, 1774, con poesie tradotte di Virgilio, Ovidio, Orazio;
- Andreae Dugonicii Argonauticorum, sive de Vellere Aureo, LL. XXIV, Pozsony, 1778;
- Ulyssesnek, ama hires és nevezetes görög királynak csudálatos történetei, Pest, 1780, una prosecuzione dell'Odissea;
- A tudákosságnak két könyvei, melyekben foglaltatik a Betővetés (algebra) és a Földmérés (geometria), Pest, 1874;
- A tudákosságnak III. könyve: A három szögellések (trigonometria) és IV. könyve: a csúcsos szelésekről (de sectionibus conicis), Pozsony e Pest, 1798;
- Etelka, egy igen ritka magyar kis-asszony Világas-Váratt, Árpád és Zoltán fejedelmink ideikben, Pozsony e Kassa, 1788;
- Az arany pereczek. Szomorú történet öt szakaszokban, Pozsony e Kassa, 1790;
- A gyapjas vitézek, két könyvben, Pozsony, 1794;
- Jeles történetek, melyeket a magyar játék színre alkalmaztatott, Pest, 1794;
- Gyöngyösi István költeményes maradványai, Pozsony e Pest, 1796;
- A szerecsenek, Pozsony e Pest, 1798;
- Római történetek, Pozsony e Pest, 1800;
- Etelkából ki-válogatott remekje a helyes magyarságnak, Pozsony, 1800;
- A magyaroknak uradalmaik; mint a régi, mind a mostani időben. Tizennégy rézmetszett paisokkal, Pest e Pozsony, 1801;
- Jolánka Etelkának leánya, Pest e Pozsony, 1803–1804;
- Szittyiai történetek, Pest e Pozsony, 1806–08;
- Cserei. Egy honvári herczeg, Seghedino, 1808;
- Radnai történetek, Seghedino, 1810;
- Nevezetes hadi-vezérek, Pest, 1817;
- Magyar példabeszédek és jeles mondások, Pest, 1820.